# Sara Hald
Pour les articles homonymes, voir Hald.
Sara Trier Hald, née le 4 juin 1996 à Holstebro, est une handballeuse danoise, qui évolue au poste de pivot.

## Palmarès

### En club
compétitions internationales
- vainqueur de la coupe EHF en 2015 (avec TTH Holstebro)
- vainqueur de la coupe d'Europe des vainqueurs de coupe en 2016 (avec TTH Holstebro)

### En équipe nationale
autres
- vainqueur du championnat du monde junior en 2016[2]
- vainqueur du championnat d'Europe junior en 2015[3]
- troisième du championnat du monde jeunes en 2014[4]
- troisième du championnat d'Europe jeunes en 2013[5]